# Haulies
 Haulies  là một xã thuộc tỉnh Gers trong vùng Occitanie tây nam nước Pháp. Xã này có độ cao 177-292 mét trên mực nước biển.